# Nicola Carlone
Nicola Carlone (Minervino Murge, 23 settembre 1960) è un ammiraglio italiano, Comandante Generale del Corpo delle capitanerie di porto - Guardia Costiera dal 15 luglio 2021 al 4 giugno 2025.

## Biografia

### Giovinezza
Nato a Minervino Murge nel 23 settembre 1960 ha trascorso l'adolescenza in Svizzera a Losanna. Ha frequentato il liceo scientifico "Vilfredo Pareto".

### Carriera militare
Nel 1978 entra all'accademia navale come aspirante guardiamarina  del corso normale di stato maggiore della Marina. 
Ha partecipato come responsabile di sistemi di armi e missili a operazioni nel Mediterraneo, Golfo persico e Oceano Indiano prima di passare nella Guardia Costiera nel 1990.

#### Incarichi
Dal 1990 al 1991, transitato dalla MM al CP, ha diretto l'ufficio Circondariale Marittimo di Riposto CT
- Dal 1991 al 1996 ha prestato servizio presso la Direzione Marittima di Pescara, partecipando all'operazione NATO "Sharp Guard" per l'attività di embargo navale ONU alla ex Jugoslavia.
- Dal 1996 al 1999 ha prestato servizio presso la Direzione Marittima di Bari responsabile del coordinamento delle operazioni di ricerca e soccorso in mare connesse ai flussi migratori da Albania e  Kosovo.
- Dal 1999 al 2001 è stato Capo del Compartimento marittimo e Comandante del porto di San Benedetto del Tronto.
- Dal 2001 è stato destinato a Roma presso il Comando Generale del Corpo dove ha ricoperto, nel 2001/05, l'incarico di Capo 1° Ufficio ("Piani") del 3º Reparto ("Piani e operazioni"), partecipando regolarmente quale delegato nazionale a comitati tecnici dell'International Maritime Organization (Londra) e, nel 2005/07, l'incarico di Capo 3° Ufficio ("Affari internazionali e politiche di sviluppo") del 7º Reparto ("Ricerca e sviluppo"), dove ha gestito le relazioni del Corpo con istituzioni internazionali, Unione europea e servizi di Guardia Costiera di paesi esteri.
- Dal 2008 al 2011 è stato International Policy Advisor del Comandante Generale, ha pianificato e coordinato i lavori della 1ª edizione del Mediterranean Coast Guard Functions Forum (Genova 2009) e, come Project Leader, ha diretto la partecipazione del Corpo a tre progetti europei di gemellaggio ("Twinning"), per attività di formazione e capacity building in favore della Croazia, e due progetti UE di assistenza ("Taiex"), per attività di formazione in favore della Turchia. * Nel 2010 ha ricoperto l'incarico di Assistente del Comandante Generale.

Dal 2015 al 2018 è stato Capo del 3º Reparto ("Piani e Operazioni") del Comando Generale, alle cui dipendenze opera l'Italian Maritime Rescue Coordination Centre - IMRCC, responsabile del coordinamento delle operazioni di ricerca e soccorso in mare nell'area SAR di responsabilità italiana.

#### Comandante generale della Guardia Costiera
Con Decreto del Presidente della Repubblica, vista la delibera del Consiglio dei Ministri del 15/07/2021, è stato nominato, a decorrere dal 25/07/2021, Comandante Generale del Corpo delle Capitanerie di Porto - Guardia Costiera, con il contestuale conferimento del grado di Ammiraglio Ispettore Capo. Cessa l'incarico il 4 giugno 2025 quando viene nominato nuovo Comandante Generale del Corpo il A.I.C. (CP) Sergio Salvatore Livio Liardo.

### Vita privata
È sposato ed ha due figli. Parla correntemente le lingue inglese e francese ed ha una conoscenza di base della lingua tedesca.